# Боссоласко
Боссоласко (італ. Bossolasco, п'єм. Bossolasch) — муніципалітет в Італії, у регіоні П'ємонт,  провінція Кунео.
Боссоласко розташоване на відстані близько 470 км на північний захід від Рима, 70 км на південний схід від Турина, 45 км на північний схід від Кунео.
Населення — 702 особи (2014).
Щорічний фестиваль відбувається 24 червня. Покровитель — святий Іван Хреститель.

## Демографія
Населення за роками:

Станом на 1 січня 2023 року в муніципалітеті офіційно проживало 85 іноземців з 19 країн, серед них 35 громадян країн Євросоюзу та 4 громадяни України.

## Сусідні муніципалітети
- Бонвічино
- Чиссоне
- Дольяні
- Фейзольйо
- Мураццано
- Нієлла-Бельбо
- Сан-Бенедетто-Бельбо
- Серравалле-Ланге
- Сомано